# Mike Parkes
Michael Johnson Parkes, detto Mike (Richmond upon Thames, 24 settembre 1931 – Riva presso Chieri, 28 agosto 1977), è stato un pilota automobilistico inglese.
Corse anche in Formula 1 per la Ferrari, ma più che alle competizioni di monoposto il suo nome è maggiormente legato alle competizioni con vetture a ruote coperte, dove ottenne molte vittorie apparendo nell'albo d'oro delle maggiori gare di durata.

## Carriera

### Gli inizi
Figlio di un ingegnere collaudatore, studia alla Rootes ; iniziò a dedicarsi al mondo delle corse piuttosto tardi, partecipando a gare con vetture Sport Prototipo e tentando di qualificarsi al Gran Premio di Gran Bretagna.
Nel 1952 gareggia con una Frazer Nash fino al 1955 passando poi ad una Lotus 11 Sport nel 1956. Acquista una F.2 sempre dalla Lotus con motore Coventry Climax 1500 e poco dopo una Lotus 15 gareggiando poi al Nurburgring e a Le Mans nel 1959, facendosi apprezzare da Colin Chapman sia come pilota che come ingegnere collaudatore
Visti i buoni risultati nel 1963 venne assunto dalla Scuderia Ferrari, con cui gareggiò per tutta la sua carriera.

### Formula 1

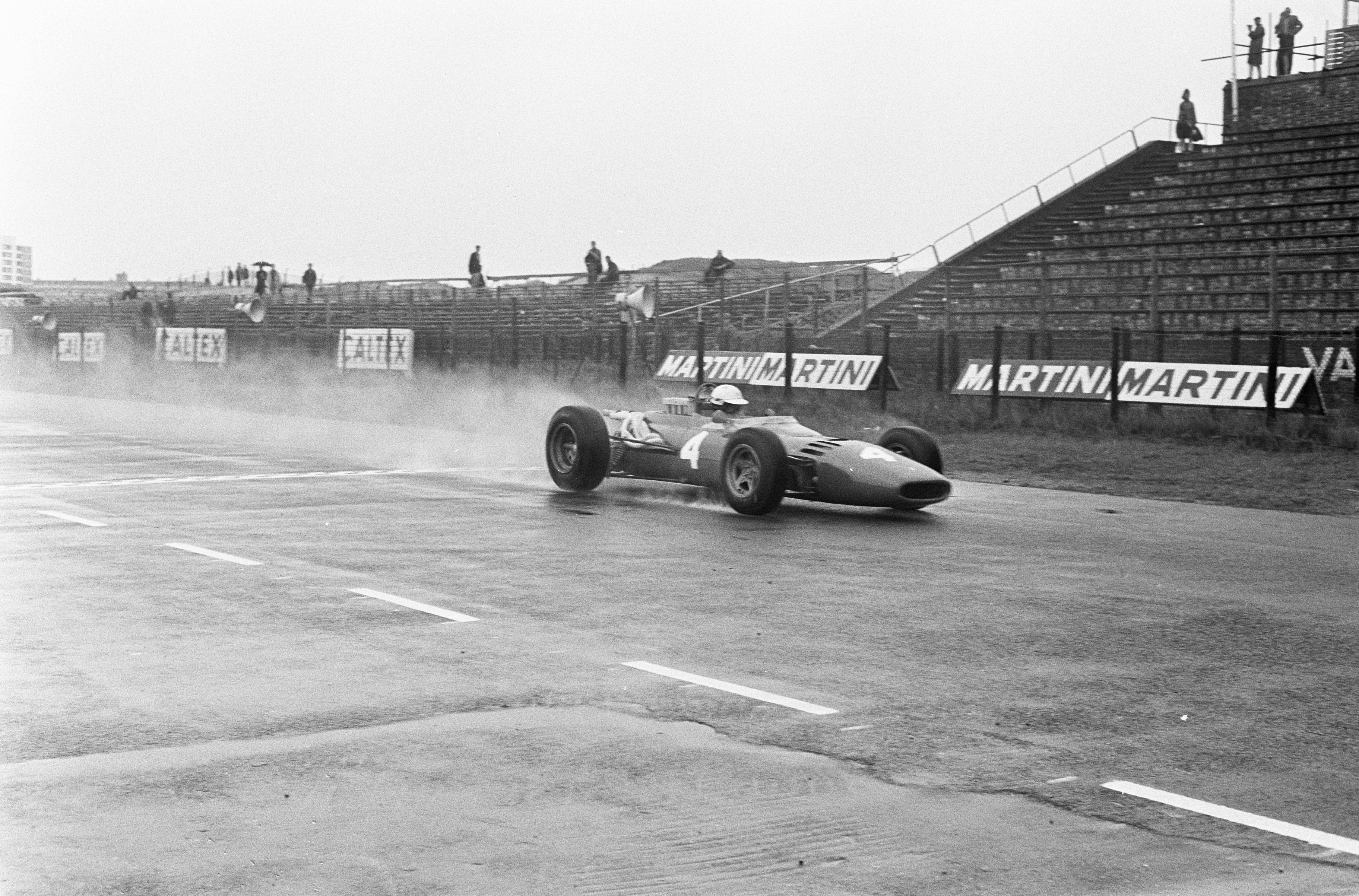
Mike Parkes durante il Gran Premio d'Olanda 1966

Dopo diversi successi nelle gare di durata, la squadra italiana decise di fargli disputare alcune corse in Formula 1. Il suo anno migliore fu il 1966, in cui ottenne due secondi posti sacrificandosi nel Gran Premio di Monza per far vincere il compagno di squadra Scarfiotti.
Nel 1967 ebbe un incidente al Gran Premio del Belgio in cui riportò fratture alle gambe, ai polsi e una forte commozione cerebrale, che mise fine alla sua carriera.

#### Risultati completi
| 1959 | Scuderia | Vettura |  |  |  |  |    |  |  |  |  |  |  | Punti | Pos. |
| ---- | -------- | ------- |  |  |  |  | -- |  |  |  |  |  |  | ----- | ---- |
| 1959 | Fry      | F2      |  |  |  |  | NQ |  |  |  |  |  |  | 0     |      |

| 1966 | Scuderia | Vettura |  |  |   |  |     |     |   |  |  |  |  | Punti | Pos. |
| ---- | -------- | ------- |  |  | - |  | --- | --- | - |  |  |  |  | ----- | ---- |
| 1966 | Ferrari  | 312 F1  |  |  | 2 |  | Rit | Rit | 2 |  |  |  |  | 12    | 8º   |

| 1967 | Scuderia | Vettura |  |  |   |     |  |  |  |  |  |  |  | Punti | Pos. |
| ---- | -------- | ------- |  |  | - | --- |  |  |  |  |  |  |  | ----- | ---- |
| 1967 | Ferrari  | 312 F1  |  |  | 5 | Rit |  |  |  |  |  |  |  | 2     | 18º  |

| Legenda | 1º posto     | 2º posto | 3º posto    | A punti         | Senza punti/Non class.  | Grassetto – Pole position Corsivo – Giro più veloce |
| Legenda | Squalificato | Ritirato | Non partito | Non qualificato | Solo prove/Terzo pilota | Grassetto – Pole position Corsivo – Giro più veloce |

### Gli anni dopo la Formula 1 e la morte
Costretto a terminare la sua carriera automobilistica, rimase comunque nel mondo dei motori, occupando ruoli dirigenziali. Gestì, quindi, il reparto corse della Ferrari e successivamente passò alla Lancia, in cui era addetto allo sviluppo di un modello Stratos da utilizzare nelle competizioni a ruote coperte.
Trovò, però, la morte il 28 agosto del 1977, quando, mentre rientrava a Torino a bordo di una Lancia Beta HPE, rimase vittima di un incidente stradale a Riva presso Chieri.
La salma venne rimpatriata in Inghilterra e qui inumata presso la St Peter Churchyard di Charsfield, nel Suffolk.